# Skrzat (film)
Skrzat (cz. Skřítek) – czeski film komediowy z 2005 roku w reżyserii Tomáša Vorela.

## Fabuła
Film opowiada o rodzinie i ich codziennych kłopotach. Matka pracuje w supermarkecie, ojciec jako rzeźnik, syn przyucza się do ojcowskiego zawodu oraz uprawia marihuanę, natomiast córka zaprzyjaźnia się ze skrzatem.

## Obsada
- Bolek Polívka – ojciec
- Eva Holubová – matka
- Tomáš Vorel – policjant
- Anna Marhoulová
- Jiří Macháček – rzeźnik
- Barbora Munzarová
- Marika Procházková
- Ivana Chýlková
- Jaroslav Dušek
- Milan Šteindler – portier
- Tomáš Hanák – nauczyciel matematyki
- Jan Kraus – policjant
- Petr Čtvrtníček – policjant
- Ondřej Trojan – psychiatra
- David Vávra
- Radomil Uhlíř
- Václav Marhoul – detektyw
- Dorota Dywańska
- Daniela Valešová
- Barbora Valentová
- Otakáro Schmidt
- Martin Zbrožek – doktor
- Libor Balaan – palacz
- Martin Luhan – student
- Nicol Prokešová – student
- Tomáš Vorel Jr. – syn

## Produkcja
Zdjęcia kręcono w Pradze.